# Poetischer Realismus (Film)
Der Poetische Realismus war eine Epoche vornehmlich des französischen Films der 1930er und 1940er Jahre. Angetrieben vom Drang nach mehr Realitätsnähe und Sozialkritik zeigt er oftmals die düstere Alltagswelt volkstümlicher Helden und die Vergeblichkeit der Liebe.

## Entstehung, Merkmale
Der Poetische Realismus entstand unter dem Einfluss der Wirtschaftskrise zu Beginn der 1930er Jahre. Einige junge Regisseure wie Marcel Carné, Julien Duvivier und Jean Renoir, die schon keine Unbekannten mehr waren, kehrten etwa um 1935 bewusst der französischen Avantgarde den Rücken. Ihre Filme kennzeichneten die „Bevorzugung der düsteren Seiten des Lebens, Sympathie für die Benachteiligten, Aufmerksamkeit gegenüber sozialen Problemen, speziell dem Konflikt zwischen Individuum und Gesellschaft [und die] Situierung der Personen in einem spezifischen Milieu. Einige Filme dieser Schule, namentlich die Carnés, offenbarten ein unüberwindliches pessimistisches Lebensgefühl.“
Wichtig für die Entwicklung waren die Zusammenarbeit der Regisseure mit den Drehbuchautoren Jacques Prévert und Charles Spaak, die Kamera von Eugen Schüfftan sowie Alexandre Trauner für die Kulissen. Der poetische Realismus brachte seine eigenen Stars hervor, darunter Jean Gabin, Louis Jouvet, Arletty und Michèle Morgan.

## Bedeutende Regisseure und wichtige Filme
- Marcel Carné:
  - Jenny (1936)
  - Hafen im Nebel (1938)
  - Hôtel du Nord (1938)
  - Der Tag bricht an (1939)
  - Kinder des Olymp (1943/45)
- René Clair:
  - Unter den Dächern von Paris (1930)
  - Die Million (1931)
  - Es lebe die Freiheit (1931)
  - Der Vierzehnte Juli (1933)
- Julien Duvivier:
  - Pépé le Moko – Im Dunkel von Algier, 1936
  - La Belle équipe (1936)
  - Das Ende des Tages (1939)
- Jacques Feyder:
  - Das große Spiel (1934)
- Jean Renoir:
  - Die Hündin (1931)
  - Boudu – Aus dem Wasser gerettet (1932)
  - Toni (1935)
  - Das Verbrechen des Herrn Lange (1936)
  - Die große Illusion (1937)
  - Bestie Mensch (1938)
  - Die Spielregel (1939)
- Jean Vigo:
  - Betragen ungenügend (1932)
  - Atalante (1934)

## Einflüsse
Die Bezeichnung ‚Poetischer Realismus‘ wurde später durch den Filmhistoriker Georges Sadoul geprägt. Die Filmepoche beeinflusste insbesondere den Italienischen Neorealismus und den Film Noir.